# Kameo: Elements of Power
Kameo: Elements of Power es un videojuego desarrollado por Rare y editado por Microsoft Game Studios de acción-aventura publicado el 2 de diciembre de 2005 para la consola Xbox 360.

## Historia
Kameo es adoptada por la Reina élfica Theena y recibe por parte de ella el don de transformarse en tres criaturas mágicas, denominadas guerreros elementales: Mala Hierba, una planta carnívora boxeadora, Gran Ruina, un armadillo, y Frila, un yeti. Kalus, la hermana de Kameo, hija de sangre de Theena, celosa por no recibir ella estos dones, rapta a toda su familia y hace sembrar el caos en el Reino. Para ello, Kalus rompe el hechizo que mantenía al malvado Thorn, rey de los troles, prisionero en forma de piedra. Kameo se lanza al rescate de su familia, pero es derrotada y pierde a los guerreros elementales que poseía.
Kameo debe salvar a su familia y a la vez salvar el Reino, que ha entrado en guerra con los troles. Para ello irá ganando a lo largo de la historia guerreros elementales, los tres que ya tenía y perdió, y siete más. Los guerreros elementales ahora están en forma de espíritus elementales. A Kameo le regalarán algunos guerreros elementales después de cumplir ciertos objetivos; pero la mayoría de los guerreros elementales han sido raptados por los troles de las sombras y deberá rescatarlos para conseguirlos. También contará con la ayuda del Wotnot, un libro mágico que la guiará en su misión. La Mística ha estado manipulando a Kameo y Kalus y convenció a Theena para que encerrará a los troles de las sombras.

## Personajes
Kameo
Kameo es la más joven de las herederas de la Reina. Su confianza, competencia, sinceridad han determinado su destino de sucesora al trono. Incluso cuando sus poderes de transformación están por desarrollarse, la determinación y el valor de Kameo son insuperables.
Kalus
Kalus dejó de ser una niña egoísta para convertirse en una mujer resentida. Le guarda un gran rencor a Kameo por su encanto y su popularidad. Tras ser rechazada como heredera legítima del Elemento de Poder, la rabia la ha llevado a dedicar toda su magia y su malicia a la búsqueda de venganza.
Kalus se redimirá al final del juego, sacrificándose para vencer al malvado Thorn y pidiendo perdón a su familia.
La Mística
Aunque su apariencia y su actitud puedan resultar un poco bruscas en general, la Visión de la Mística la convierte en una útil aliada en la aventura de Kameo. Puede que la princesa y la vieja bruja no hagan muy buena pareja, pero ambas deberán a aprender a adaptarse.
Ortho
Kameo debe aprender mucho de Ortho (si puede aguantar su pedantería) cuando su camino la lleve a tierras remotas y desconocidas. Este irritable mago, encerrado por arte de magia en el libro Wotnot, estará siempre dispuesto a dar consejos.
Entrenador de guerreros
Aunque su principal misión es entrenar a los luchadores élficos de élite, este tranquilo y autoritario personaje también pondrá a prueba la determinación de Kameo para la aventura que le espera. En palacio se rumorea que el Entrenador de guerreros podría estar financiándose con empresas secretas de las Tierras Baldías.
Farron
No se conoce la identidad ni los motivos de este extraño enmascarado pero los soldados sienten respeto por su habilidad para matar troles. Cuando se ponga al mando de los Elfos en lugar de los familiares de Kameo, se desvelará la identidad de este hombre misterioso.
Thorn
Encerrado en piedra al final de una histórica lucha a vida o muerte, Thorn (nombrado a sí mismo Rey de los Troles) vuelve a ser libre para causar estragos de nuevo. Esta vez no parará hasta aniquilar todo tipo de magia y conseguir el dominio total de las tribus.

## Los Antepasados
La escandalosa Lenya, el valiente Halis y el viejo y arrugado Yeros son los tres antepasados de Kameo que han caído bajo el control de Thorn, junto con la misma reina Theena. Solo Kameo tendrá el poder y la fuerza de rescatar a su familia. Una imagen, probablemente el arte de la magia, se puede apreciar de los cuatro en el Reino Encantado. La imagen de Halis se encuentra en los jardines, cerca de la choza de la Mística y del Entrenador de Guerreros. La de Lenya se encuentra cerca del lago, en un pequeño charco un poco elevado. La imagen de Yeros se encuentra en los jardines interiores del castillo, cerca de las mazmorras y de la Cámara de los Retratos Vivientes. Por último, la de Theena se encuentra sentada en el trono dorado, en el Salón del Trono.
Al ser rescatados, podrás hablar con los cuatro antepasados en estas mismas locaciones.
Theena
Madre de Kameo y Kalus, y reina del Reino Encantado. Theena está resguardada por su hija, Kalus, y Thorn, el rey de los Troles. Es el último personaje que rescatar en el juego.
Halis
Hermano menor de Theena, y tío de Kameo y Kalus. Este personaje está bajo las garras de una poderosa criatura, habitando en lo profundo del Templo del Bosque. Este antepasado es muy poderoso mágicamente, aunque prefiere recurrir a su fuerza y agilidad físicas en batalla. Por ello, ha entrenado a Kameo en el arte de la pelea. También ofreció esto a Kalus, pero esta se negó, porque no le parecía digno de una princesa.
Lenya
Hermana mayor de Theena y tía de Kameo y Kalus. Ella está resguardada por Coralis, una criatura que habita en el Templo del Agua. Lenya está feliz de dejarle el mando a su hermana menor, prefiriendo trabajar con relaciones tribales. Ella, aunque un poco pasadita de peso, siempre puede encontrarse a la cabeza de fiestas y festines.
Yeros
El antepasado más viejo. Yeros es el tío de Theena. Este antepasado está resguardado por la Reina Thyra, quien gobierna con mano firme el Templo del Hielo. Cuando las princesas eran jóvenes, Yeros aprovechaba cada oportunidad para contarles leyendas e historias de vida.

## Los Guerreros Elementales
Mala Hierba
Un exaltado boxeador con largo alcance y muy mal genio. Cualquier Trol que aguante después de un combo debería tener cuidado, ya que Mala Hierba brota de la tierra listo para asestar el golpe final. Lo rescatas en el Reino Encantado.
Escombro
Con unas fuertes conexiones mágicas que le garantizan la recuperación de todas sus partes tras un ataque, Escombro puede lanzar desde lejos rocas para aturdir a sus objetivos o, simplemente, autodetonarse en un lugar estrecho. Lo rescatas en Claro Del Bosque Olvidado. 
Cenizas
Las ráfagas de bolas de fuego de Cenizas, un dragón de sangre ardiente y hambriento, ahuyentaran a casi cualquier enemigo, salvo a los más audaces...pero sobre todo aquel que se atreva a sacar el delicado tema del pequeño tamaño de sus alas. Te lo regala Halis y posee un ataque final potente llamado incinerador que atrapa a los enemigos en un torbellino de llamas y luego explotan en el aire.
Gran Ruina
El armadisimo Gran Ruina, heredado por Kameo junto con el Elemento de poder, está dispuesto a estirar esos músculos y demostrar que aún hay vida en el viejo veterano. Lo rescatas en Cascadas de La Montaña.
Océano
Aunque los tentáculos no sean lo mejor para desplazarse en tierra, los dos chorros gemelos de Océano tienen el mismo poder de detención que los torpedos que se disparan bajo el agua. Lo rescatas en Cascadas de La Montaña.
Frila
Un yeti que puede disparar lanzas de hielo o tomar a sus enemigos para después lanzarlos a otros o al vacío pero también puede aplastar a los enemigos. Te lo regala Lenya.
Flex
La forma versátil de Flex el más ágil de los Guerreros puede convertir misiones aparentemente imposibles en una tarea sencilla; por ejemplo cruzar anchos barrancos o patinar sin ayuda sobre superficies de agua. Lo rescatas en Pueblo Cumbre Nevada.
40 Bajo Cero
Un monstruo sobre una bola de nieve, 40 Below es el único que puede utilizar los caminos de hielo. Puede lanzar bolas de nieve, o tomar una gran bola y girar con ella para empujar a los enemigos. Lo rescatas en Pueblo Cumbre Nevada.
Trampa
Una planta carnívora con una gran mandíbula con la cual puede atrapar a los enemigos y después devorarlos con una técnica avanzada, tirarlos, o ponerse en la tierra y balanceando su cuerpo tirarlos a larga distancia. También puede enviar un ataque parecido al que usa el primer jefe, donde salen plantas del suelo en cadena. Te lo regala Yeros.
Térmico
Una termita con una gran bola en forma de volcán de la cual puede expulsar poderosas bolas de fuego. Puede lanzar pequeñas bolas de volcán que al tocar al enemigo lo atacan con repetidas explosiones como fuegos artificiales. También puede lanzar bombas que al explotar causan un gran daño al enemigo. Lo rescatas en Pantano del Ogro que se ubica en Claro Del Bosque Olvidado.

## Lugares que visitar
Templos
Sirven actualmente para la prisión de los antepasados de Kameo, así que prepárate para enfrertarte a terribles guardias. los ataques básicos serán casi inservibles contra estas monstruosidades. Estudia sus movimientos y ataca cuando parezcan vulnerables, observando su barra de energía para ver si vas por buen camino. Si en algún momento no sabes como reaccionar, recuerda que ortho está ahí para ayudarte.
Tiendas
Siempre habrá alguien entre las tribus dispuesto a aceptar algún trueque amistoso. Aunque las baratijas que ofrecen no suelen ser vitales para el éxito de la aventura , algunas tendrán si tienes fondos para gastar.
Cámara de los retratos vivientes
En el corazón del palacio élfico se encuentra este templo a la gran guerra, donde su misterioso espejo mágico permite al que se mira volver a visitar su pasado o eso es lo que dice la leyenda, el espejo es una puerta de acceso crucial a fases anteriores de la aventura para aquellos jugadores que deseen mejorar su puntuación.
Aventuras secundarias
A los troles no les interesa solamente arruinar la vida de Kameo; también han causado estragos en las tierras de otras tribus. dedica algo de tiempo a ayudar a los futuros súbditos de kameo y te recompensarán como puedan. Si no estas en condiciones de ayudar la primera vez que pases, intenta recordar la ubicación y vuelve más tarde con guerreros más adecuados para la tarea.

## Objetos
Corazones
Normalmente se encuentra en el lugar donde ha sido muerto un trol. Estos objetos restauraran parte de la energía de kameo.
Runas
Es lo que más se acerca a una moneda común entre las tribus. En caso de que Kameo no pueda convencer a otros para que la ayuden, tendrá que recurrir a algún tipo de compra a la antigua manera.
Elixir de la vida
Este elixir, una de las pociones más exóticas de la mística. Aumenta los niveles máximos de energía de Kameo y sus guerreros elementales.
Fruta elemental
Kameo puede usar este delicado alimento elfico para desbloquear técnicas inactivas de los guerreros. pero la selección debe hacerse cuidadosamente, porque la fruta es extremadamente escasa.
Ojos de cristal
El poder de estas reliquias está en la mejora de las capacidades neutrales. Kameo las puede usar para incrementar su capacidad para el combate. Pero a cambio de un precio. Cuenta la leyenda que los ojos de cristal están ocultos en el reino encantado y sus alrededores.

## Curiosidades
- Cuando Kameo se transforma se puede observar cómo maneja al guerrero desde adentro. El guerrero se ve semi-transparente.
- Al final del elipse la Mística desaparece. Esto sucede por el hecho de que se pensaba hacer una secuela para el juego.
- En el manual se menciona que el caballero misterioso se revelaría en el juego, pero nunca lo hace. Sin embargo, si se presta un poco de atención se podría deducir que Farron podría ser Solon ya que cuando Kalus empieza a recordar se ve a Farron pero se nota que la mística está hablando de este. También, en la Sala del Trono, puedes encontrar la pintura mágica que te habla sobre algunos datos. Esta pintura es de Farron, pero, ¿por qué alguien colgaría una pintura del capitán de su ejército? Esto podría indicar que Farron es Solon, y que, de hecho, los Antepasados(O por lo menos Theena) lo saben.
- El nombre de Kameo es homófono al sustantivo "cameo", el cual se refiere a los personajes conocidos que tienen una participación mínima e incidental en una película o videojuego.
- Cerca de la entrada a Cumbre Nevada hay un nativo que es fanático de los dragones, pero al acercarse a él Kameo convertida en Cenizas menciona que los dragones son mejores. Cosa que deja dos dudas: Si Cenizas es un dragón, ¿por qué le teme? Y si no es un dragón, ¿qué es?
- Si colocas a Térmico o a Cenizas en una fogata se recarga la vida.
- En el claro del bosque olvidado hay una choza bloqueada con una piedra, si la desbloqueas y entras, hay una radio, que si la prendes tiene la canción de banjo tooie version remix.
- Se tenía planeado realizar una secuela, como lo destaca el reciente juego para Xbox One "Rare Replay" en donde se muestra el arte conceptual sobre los posibles escenarios y personajes.